# Mother of Many
Mother of Many ist ein britischer animierter Kurzfilm von Emma Lazenby aus dem Jahr 2009.

## Handlung
Eine Frau erwacht nachts, nachdem der Wecker geklingelt hat. Es handelt sich um eine Hebamme, die nun mit dem Auto ins Krankenhaus fährt. Während ihrer Schicht kümmert sie sich um zahlreiche hochschwangere Frauen, unterstützt bei Bädern, klärt auf, verfolgt die Herztöne des Ungeborenen und leitet schließlich eine Geburt ein, als eines der Ungeborenen Unregelmäßigkeiten zeigt. Am Ende kommt das Kind gesund zur Welt und die Eltern sind glücklich. Die Hebamme beendet ihre Schicht abends. Sie atmet tief aus, als sie im Auto sitzt, schnallt sich an und fährt nach Hause, während bereits neue Hochschwangere in die Klinik kommen.

## Produktion
Lazenbys Inspiration für den Film war ihre eigene Mutter Pam Lazenby, die von 1980 bis 2008 als Hebamme gearbeitet hatte. Nach der Pensionierung ihrer Mutter 2008 begann Emma Lazenby, erste Ideen für den Film zu entwickeln. Die eigentliche Umsetzung erfolgte 2009; Ende September 2009 war der Film fertiggestellt.
Lazenby nutzte für Mother of Many authentische Stimmen von werdenden Müttern sowie Herztöne Ungeborener, darunter die des Sohnes von David Schweitzer, der die Filmmusik beisteuerte. Der Film wurde in Farbe auf Glas, Handzeichnungen sowie mit Flash und After Effects umgesetzt.

## Auszeichnungen
Mother of Many gewann 2010 den BAFTA in der Kategorie Bester animierter Kurzfilm.